# 久拉·梅什特
久拉·梅什特（羅馬化：Đula Mešter，1972年4月2日—），塞尔维亚男子排球运动员。他曾代表南联盟、塞尔维亚和黑山参加1996年、2000年和2004年夏季奥林匹克运动会排球比赛，获得一枚金牌和一枚铜牌。